# 달려라 멍멍아!
《달려라 멍멍아!》(영어: Go, Dog. Go! 고, 도그. 고![*])는 2021년 1월 26일부터 넷플릭스에서 방영된 미국과캐나다의 텔레비전 애니메이션이다. 1961년에 출간된 P. D. 이스트먼의 책인 《고, 도그. 고!》를 원작으로 한다. 드림웍스 애니메이션 텔레비전과 와일드브레인 스튜디오이 제작했다. 앤드류 던컨과 키란 샹게라 감독을 맡았다.
시즌 2는 넷플릭스에서 2021년 12월 7일에 출시되었다. 시즌 3는 넷플릭스에서 2022년 9월 19일에 출시되었다. 시즌 4는 넷플릭스에서 2023년 11월 27일에 출시되었다.

## 줄거리
포스턴 마을에 사는 개들의 행복한 이야기.

## 등장인물
- 태그(Tag Barker 태그 바커[*], 성우: 미켈라 루시/설가은): 주황 개.
- 스쿠치(Scooch Pooch 스쿠치 푸치[*], 성우: 칼럼 쇼니커/최은후): 작은 파랑 테리어견.
- 엄마(Ma Barker 마 바커[*], 성우: 케이티 그리핀/이명호): 연한 자주색 개.
- 아빠(Paw Barker 포 바커[*], 성우: 마틴 로치/홍범기): 갈색 개.
- 체더(Cheddar Biscuit 체다 비스킷[*], 성우: 타짜 이센/이명호): 하양 물방울 무늬 개.
- 스파이크(Spike Barker 스파이크 바커[*], 성우: 라이언 스미스/홍범기): 빨강 개.
- 길버(Gilber Barker 길버 바커[*], 성우: 라이언 스미스/심규혁): 노랑 개.
- 할머니(Grandma Marge Barker 그랜마 마지 바커[*], 성우: 주디 마생크/이용신): 보라 개.
- 할아버지(Grandpaw Mort Barker 그랜포 모트 바커[*], 성우: 패트릭 맥케너/이장원): 베이지색 개.
- 이프(Yip Barker): 보라 강아지.
- 푸치 경사(Sgt Pooch 서지언트 푸치[*], 성우: 린다 발렌타인/조현정): 파랑 테리어견.
- 프랭크(Frank, 성우: 데이비드 베르니/황창영): 노랑 개.
- 빈스(Beans, 성우: 아난드 라자람/이장원): 큰 녹색 올드 잉글리시 시프도그.
- 리디아(Lady Lydia 레이디 리디아[*], 성우: 린다 발렌타인/이용신): 분홍 푸들.
- 샘 위펫(Sam Whippet, 성우: 조슈아 그레이엄/심규혁): 파랑 그레이하운드.
- 제랄드(Gerald, 성우: 패트릭 맥케너/심규혁): 틸 개.
- 멍멍필드(Muttfield 머트필드[*], 성우: 패트릭 맥케너/홍범기): 보라 개.
- 맨홀개(Manhole Dog 맨홀 도그[*], 성우: 패트릭 맥케너/홍범기): 베이지색 개.
- 스니핑턴 시장(Mayor Sniffington 마요르 스니핑턴[*], 성우: 린다 발렌타인/조현정): 보라 개.
- 바카펠라스(The Barkapellas 더 바카펠라스[*], 성우: 폴 버클리, 리노 셀름서과 조이 단드레아/강수정, 임단우과 김원중): 삼 가수 개.
- 비프스테이크(Beefsteak, 성우: 타짜 이센/이용신): 분홍 치와와.
- 왜그네스(Wagnes, 성우: 주디 마생크/이용신): 파랑 개.
- 윈드(Wind Swiftly 윈드 스위프틀리[*], 성우: 에바 프레스턴/이명호): 보라 개.
- 트레드 라이틀리(Tread Lightly): 틸 개.
- 더그(Doug): 노랑 개.
- 츄먼 코치(Coach Chewman 코치 츄먼[*], 성우: 필 윌리엄스/황창영): 빨강 개.
- 게이브 루프(Gabe Roof, 성우: 필 윌리엄스): 노랑 개.
- 왝스 마티네즈(Waggs Martinez, 성우: 린다 발렌타인/이용신): 보라 개.
- 플립 체이슬리(Flip Chasely, 성우: 아난드 라자람/이장원): 갈색 개.
- 캐치 몰리(Catch Morely, 성우: 줄리 르미외/이명호): 파랑 개.
- 도니 슬리퍼스(Donny Slippers, 성우: 제이미 왓슨/이철규): 빨강 개.
- 버나드(Bernard Rubber 버나드 러버[*], 성우: 조슈아 그레이엄/홍범기): 작은 틸 개.
- 햄보니오(Hambonio, 성우: 홍범기): 빨강 개.
- 덩치(Big Dog 빅 도그[*], 성우: 매슈 무치/이용신): 거대한 하양 개.
- 꼬맹이(Little Dog 리틀 도그[*], 성우: 해티 크라그튼/이명호): 작은 보라 개.
- 키트(Kit Whiskerton 키트 위스커튼[*], 성우: 자리나 로샤/조현정): 보라 고양이.
- 톰(Tom Whiskerton 톰 위스커튼[*], 성우: 폴 브론스타인/황규학): 회색 고양이.
- 페처(Fetcher, 성우: 데븐 맥/심규혁): 틸 개.
- 켈리(Kelly Korgi 켈리 코기[*], 성우: 스테이시 케이/도승은): 복숭아 개.
- 레오(Leo Howlstead 레오 하울스테드[*], 성우: 존 스토커/홍범기): 회색 개.
- 질리(Chili, 성우: 아난드 라자람/심규혁): 큰 빨강 올드 잉글리시 시프도그.
- 얼리 에드(Early Ed, 성우: 로버트 팅클러/심규혁): 녹색 개.
- 산드라(Sandra Paws 산드라 포스[*], 성우: 딘 데그루이터/정유정): 큰 파랑 개.
- 테일리(Taylee, 성우: 만비 타파르/이명호): 틸 강아지.
- 프래니(Franny): 갈색 강아지.
- 젊은엄마개(Franny's Mom 프래니스 맘[*], 성우: 타짜 이센/이용신): 춘록색 개.
- 젊은아빠개(Franny's Dad 프래니스 대드[*], 성우: 조슈아 그레이엄/홍범기): 파랑 개.
- 론다를(Rhonda): 밝은 파랑 개.

## 에피소드
| 시즌 | 시즌 | 회수 | 공개 날짜        | 공개 날짜 |
| ---- | ---- | ---- | ---------------- | --------- |
|      | 1    | 9    | 2021년 1월 26일  |           |
|      | 2    | 9    | 2021년 12월 7일  |           |
|      | 3    | 8    | 2022년 9월 19일  |           |
|      | 4    | 14   | 2023년 11월 27일 |           |

## 음악
모든 노래에는 폴 버클리이 참여하였다.

## 반응
커먼 센스 미디어의 애슐리 몰튼은 《달려라 멍멍아!》에 5개 만점에 4개의 별을 수여했고.